# Avīrak
Avīrak (persiska: اويرك) är en ort i Iran.   Den ligger i provinsen Qazvin, i den norra delen av landet, 130 km nordväst om huvudstaden Teheran. Avīrak ligger 1 750 meter över havet och antalet invånare är 292.
Terrängen runt Avīrak är kuperad åt sydväst, men åt nordost är den bergig. Runt Avīrak är det ganska tätbefolkat, med 108 invånare per kvadratkilometer. Närmaste större samhälle är Mo'allem Kalāyeh, 9,3 km sydost om Avīrak. Trakten runt Avīrak består i huvudsak av gräsmarker.